# Баян-Ундэр (Орхон)
Ба́ян-У́ндэр (монг. Баян-Өндөр) — сомон аймака Орхон в северной части Монголии. Образован постановлением ВГХ от 6 мая 1994 года.

## География
На территории сомона располагается одно из крупнейших в мире месторождений меди.

## Население
Население сомона составляет порядка 100 тыс. чел., из них 6 тыс. заняты в горнодобыче.